# Moselle Open 2021
Moselle Open 2021 là một giải quần vợt thi đấu trên mặt sân cứng trong nhà. Đây là lần thứ 23 giải Moselle Open được tổ chức, và là một phần của ATP World Tour 250 trong ATP Tour 2021. Giải đấu diễn ra tại Arènes de Metz từ ngày 20 tháng 9 đến ngày 26 tháng 9 năm 2021.

## Nội dung đơn

### Hạt giống
| Quốc gia | Tay vợt              | Xếp hạng1 | Hạt giống |
| -------- | -------------------- | --------- | --------- |
| POL      | Hubert Hurkacz       | 13        | 1         |
| ESP      | Pablo Carreño Busta  | 16        | 2         |
| FRA      | Gaël Monfils         | 20        | 3         |
| AUS      | Alex de Minaur       | 21        | 4         |
| ITA      | Lorenzo Sonego       | 24        | 5         |
| FRA      | Ugo Humbert          | 26        | 6         |
| RUS      | Karen Khachanov      | 27        | 7         |
| GEO      | Nikoloz Basilashvili | 35        | 8         |

- 1 Bảng xếp hạng vào ngày 13 tháng 9 năm 2021 [3]

### Vận động viên khác
Đặc cách:
- Grégoire Barrère
- Andy Murray
- Lucas Pouille

Bảo toàn thứ hạng:
- Gilles Simon

Thay thế:
- Mikael Ymer

Vượt qua vòng loại:
- Peter Gojowczyk
- Alexandre Müller
- Holger Rune
- Brayden Schnur

Thua cuộc may mắn:
- Antoine Hoang
- Philipp Kohlschreiber
- Bernabé Zapata Miralles

### Rút lui
Trước giải đấu
- Carlos Alcaraz → thay thế bởi  Marco Cecchinato
- Jérémy Chardy → thay thế bởi  Mikael Ymer
- David Goffin → thay thế bởi  Arthur Rinderknech
- Yoshihito Nishioka → thay thế bởi  Antoine Hoang
- Alexei Popyrin → thay thế bởi  Bernabé Zapata Miralles
- Jannik Sinner → thay thế bởi  Philipp Kohlschreiber

## Nội dung đôi

### Hạt giống
| Quốc gia | Tay vợt        | Quốc gia | Tay vợt            | Xếp hạng1 | Hạt giống |
| -------- | -------------- | -------- | ------------------ | --------- | --------- |
| FIN      | Henri Kontinen | JPN      | Ben McLachlan      | 81        | 1         |
| BIH      | Tomislav Brkić | SRB      | Nikola Ćaćić       | 92        | 2         |
| AUT      | Oliver Marach  | AUT      | Philipp Oswald     | 95        | 3         |
| AUS      | Luke Saville   | AUS      | John-Patrick Smith | 97        | 4         |

- Bảng xếp hạng vào ngày 13 tháng 9 năm 2021

### Vận động viên khác
Đặc cách:
- Dan Added /  Ugo Humbert
- Grégoire Barrère /  Lucas Pouille

Thay thế:
- Hunter Reese /  Sem Verbeek

### Rút lui
Trước giải đấu
- Jérémy Chardy /  Łukasz Kubot → thay thế bởi  Szymon Walków /  Igor Zelenay
- Ariel Behar /  Gonzalo Escobar → thay thế bởi  Marcos Giron /  Albano Olivetti
- Alejandro Davidovich Fokina /  Pedro Martínez → thay thế bởi  Hunter Reese /  Sem Verbeek
- Sander Gillé /  Joran Vliegen → thay thế bởi  Ivan Sabanov /  Matej Sabanov
- Ken Skupski /  Neal Skupski → thay thế bởi  Matt Reid /  Ken Skupski

## Nhà vô địch

### Đơn
- Hubert Hurkacz đánh bại  Pablo Carreño Busta 7–6(7–2), 6–3.

### Đôi
- Hubert Hurkacz /  Jan Zieliński đánh bại  Hugo Nys /  Arthur Rinderknech, 7–5, 6–3.